# Kitagwenda (district)
Kitagwenda is een district in het westen van Oeganda. Hoofdstad van het district is de stad Ntara. Het district telde in 2020 naar schatting 178.300 inwoners op een oppervlakte van 715 km². Het district omvat de oostelijke helft van het Georgemeer. Het is een deel van het traditionele koninkrijk Toro.
Het district werd opgericht in 2019 door afsplitsing van het district Kamwenge. Het is onderverdeeld in 5 sub-county's en 1 stad (Ntara Kichwamba), 32 gemeenten (parishes) en 248 dorpen.